# نشان فارادی
نشان فارادی (به انگلیسی: Faraday Medal) مدالی است که توسط مؤسسه فنی و مهندسی (Institution of Engineering and Technology (professional society)) اهدا می‌شود. اهدای این نشان از سال ۱۹۲۲ آغاز شده‌است. این نشان به یاد مایکل فارادی دانشمند انگلیسی نامگذاری شده‌است.

## برندگان جایزه
- الیور هویساید (۱۹۲۲)
- چارلز الگرنون پارسونز (۱۹۲۳)
- سباستین زیانی د فرانتی (۱۹۲۴)
- سر جوزف جان تامسون (۱۹۲۵)
- سر جان آمبروز فلمینگ (۱۹۲۸)
- سر ارنست رادرفورد (۱۹۳۰)
- الیور جوزف لوج (۱۹۳۲)
- نشان اعطا نشد (۱۹۳۳)
- سر فرانک ادوارد اسمیت (۱۹۳۴)
- فرانک بی جیوت (۱۹۳۵)
- سر ویلیام هنری براگ (۱۹۳۶)
- آندره اوژن بلوندل (۱۹۳۷)
- ویلیام دی کولیج (۱۹۳۹)
- الکساندر راسل (۱۹۴۰)
- سر آرتور پرسی موریس فلمینگ (۱۹۴۱)
- پیوتر کاپیتسا (۱۹۴۲)
- سر آرچیبالد پیج (۱۹۴۳)
- ایروینگ لانگمویر (۱۹۴۴)
- سر ادوارد ویکتور اپلتون (۱۹۴۶)
- سر لئونارد پیرس (۱۹۴۷)
- مارک اولیفانت (۱۹۴۸)
- چارلز ساموئل فرانکلین (۱۹۵۱)
- سر جیمز چدویک (۱۹۵۰)
- توماس اکرزلی (۱۹۵۱)
- ارنست ارلاندو لارنس (۱۹۵۲)
- سر آیزاک شونبرگ (۱۹۵۴)
- سر جان داگلاس کاکرافت (۱۹۵۵)
- اتو هان (۱۹۵۶)
- والدمار بورگکویست (۱۹۵۷)
- لوئیجی امانوئلی (۱۹۵۹)
- جرج پاجت تامسون (۱۹۶۰)
- سر بازیل شونلاند (۱۹۶۲)
- جی ای راتکلیف (۱۹۶۶)
- ولادیمیر زورکین (۱۹۶۵)
- لزلی هربرت بدفورد (۱۹۶۸)
- فیلیپ اسپورن (۱۹۶۹)
- الکساندر پاینز ()
- چارلز اواتلی (۱۹۷۰)
- سر نویل فرانسیس مات (۱۹۷۳)
- جان آدامس (۱۹۷۷)
- رابرت نویس (۱۹۷۹)
- اریک اش (۱۹۸۰)
- سر موریس ویلکس (۱۹۸۱)
- بریان دیوید جوزفسون (۱۹۸۲)
- ویلیام الکساندر گمبلینگ (۱۹۸۳)
- تونی هور (۱۹۸۵)
- سیریل هیلسام (۱۹۸۸)
- پیتر لارنسون (۱۹۹۰)
- دنیس ویلیام سیاما (۱۹۹۱)
- دیوید رودز (۱۹۹۵)
- جان میدوینتر (۱۹۹۷)
- راجر نیدهم (۱۹۹۸)
- جان مایکل بردی (۲۰۰۰)
- کریس هریس (۲۰۰۱)
- ریچارد فرند (۲۰۰۳)
- پیتر میچل گرنت (۲۰۰۴)
- عظیم پرمجی (۲۰۰۵)
- دانلد کنوت (۲۰۱۱)